# 栄州市
栄州市（ヨンジュし）は、大韓民国慶尚北道の北部にある市である。
北西部で忠清北道、北東部で江原特別自治道に接している。

## 歴史
統一新羅時代、奈霊郡に改称して尚州が管轄しており、善谷県（現在の安東市礼安面一帯）と玉馬県（現在の奉化郡一帯）2つの県を領県に置いた。高麗の時、剛州に改称した。以降、1018年に吉州（現在の安東市）に編入された。1143年に順安県に改称して県令を置き、1413年に栄川郡に改称した。
- 1413年 - 慶尚道栄川郡となった。
- 1457年 - 順興都護府が廃止され、その一部を編入された。
- 1687年 - 順興都護府が再興され、編入した地域の一部を返還した。
- 1895年 - 安東府栄川郡となった。
- 1896年 - 慶尚北道永川郡となった。
- 1906年 - 林只面を奉化郡に編入した。

### 栄州市
- 1980年4月1日 - 栄州郡栄州邑および安定面・文殊面・伊山面の各一部を、栄州市として設置。[2]
- 1983年2月15日 - 栄豊郡伊山面の一部を編入。
- 1995年1月1日 - 栄州市・栄豊郡が合併し、改めて栄州市が発足。[3]（1邑9面）

### 栄豊郡（栄州郡）
- 1914年4月1日 - 郡面併合により、栄川郡・豊基郡および順興郡の一部（花川面・寿民丹面・水息面を除く）が合併し、栄州郡が発足。[4]三郡の中心である「栄川」をそのまま統合後の郡名として採用せず、同じ慶尚北道内の永川郡と混同されないよう「栄州」に変更した。栄州郡に以下の面が成立。（13面）
  - 栄州面・長寿面・文殊面・平恩面・伊山面・豊基面・安定面・鳳峴面・上里面・下里面・丹山面・順興面・浮石面

| 道令第2号  |                        |              |
| 旧行政区域 | 旧行政区域             | 新行政区域   |
| 栄川郡     | 奉香面、望闕面、可興面 | 栄州面       |
| 栄川郡     | 豆田面、好文面         | 長寿面       |
| 栄川郡     | 赤布面、勸善面         | 文殊面       |
| 栄川郡     | 川上面、辰穴面         | 平恩面       |
| 栄川郡     | 山伊面、於火面、末岩面 | 伊山面       |
| 豊基郡     | 東部面、西部面、昌楽面 | 豊基面       |
| 豊基郡     | 東村面、生峴面、龍山面 | 安定面       |
| 豊基郡     | 臥龍面、魯佐面         | 鳳峴面       |
| 豊基郡     | 上里面、下里面         | （変動なし） |
| 順興郡     | 大平面、内竹面         | 順興面       |
| 順興郡     | 東元面                 | 丹山面の一部 |
| 順興郡     | 鳳陽面、龍岩面、道講面 | 浮石面       |
1914年の行政区域と現在の行政区域との比較
| 朝鮮総督府令第111号 |            |                                        |
| 旧行政区域 | 新行政区域 | 新行政区域                             |
| 栄川郡奉香面하망동 일부/성저동 일부/(망궐면)노상동、휴천동、상망동、하망동 일부/성저동 일부 | 栄州面     | 栄州里、休川里、상망리, 하망리         |
| 栄川郡望闕面고천동/상현동、창보동/삼진동、조와동 | 栄州面     | 古峴里、昌津里、조와리                 |
| 栄川郡可興面하줄동/대사동、상초동/하초동、상줄동 일부/(풍기군 생현면)내줄동 일부 | 栄州面     | 可興里、文亭里、上茁里                 |
| 栄川郡山伊面상구동 일부/하구동 | 伊山面     | 院里                                   |
| 栄川郡末岩面반포동/흑석동、본리/신천리、지동 | 伊山面     | 石浦里、新岩里、池洞里                 |
| 栄川郡於火面조암동/(산이면)상구동 일부/초곡동、상소동/하소동、굴천동 일부/(천상면)본리 일부、조문동 일부/굴천동 일부/세답동 | 伊山面     | 龍上里、新川里、雲文里、운문리         |
| 栄川郡好文面소룡동 일부、웅곡동 일부/화기동 일부/소룡동 일부、화기동 일부 | 長寿面     | 小龍里、好文里、花岐里                 |
| 栄川郡豆田面갈산동/파지동/반구동 일부、본리/하두동、반구동 일부/(호문면)웅곡동 일부/덕암동、지동/성곡동 | 長寿面     | 葛山里、豆田里、盤邱里、星谷里         |
| 栄川郡赤布面자만동/신방동/(어화면)조문동 일부、승평동 일부/석문동、승평동 일부/(권선면)월호동 일부、적서동 일부/(권선면)본리 일부、적동리/적서동 일부/(권선면)월호동 일부                                                                                              | 文殊面     | 万芳里、縄文里、月呼里、赤西里、赤東里 |
| 栄川郡勧善面본리 일부、벌사리 | 文殊面     | 勧善里、伐賜里                         |
| 栄川郡辰穴面조제동 일부/미곡동、탄산리、금광동、수도리、용혈동/신동 | 文殊面     | 助梯里、炭山里                         |
| 栄川郡辰穴面조제동 일부/미곡동、탄산리、금광동、수도리、용혈동/신동 | 平恩面     | 助梯里、水島里、龍穴里                 |
| 栄川郡川上面강성동/동막리/금계리/(안동군 북후면)두산동 일부、하운동/삼거리/오동리/오천동 일부/(예안군 북면)원천동 일부/사천동 일부/(서면)녹래동 일부、서당동/마전동/(안동군 북후면)옹천리 일부/(안동군 북선면)거인동 일부、말천동/망월동/오천동 일부/본리 일부、평은리 | 平恩面     | 江東里、梧云里、芝谷里、川本里、평은리 |

- 1923年 - 上里面・下里面が醴泉郡に編入。（11面）
- 1940年11月1日 - 栄州面が栄州邑に昇格。[6]（1邑10面）
- 1973年7月1日 （2邑9面）
  - 豊基面が豊基邑に昇格。[7]
  - 奉化郡祥雲面の一部（斗月里・内林里）が伊山面に編入。[8]
- 1980年4月1日（1邑9面）[2] -  栄州市の設置に伴い、栄州郡が栄豊郡に改称。
- 1983年2月15日（1邑9面）
  - 伊山面院里の一部が栄州市に編入。
  - 平恩面水島里が文殊面に編入。
  - 安定面芭芝洞が長寿面に編入。
- 1989年1月1日 - 醴泉郡甘泉面の一部が長寿面に編入。（1邑9面）
- 1995年1月1日 - 栄豊郡が栄州市と合併し、改めて栄州市が発足。栄豊郡消滅。[3]

## 行政区域

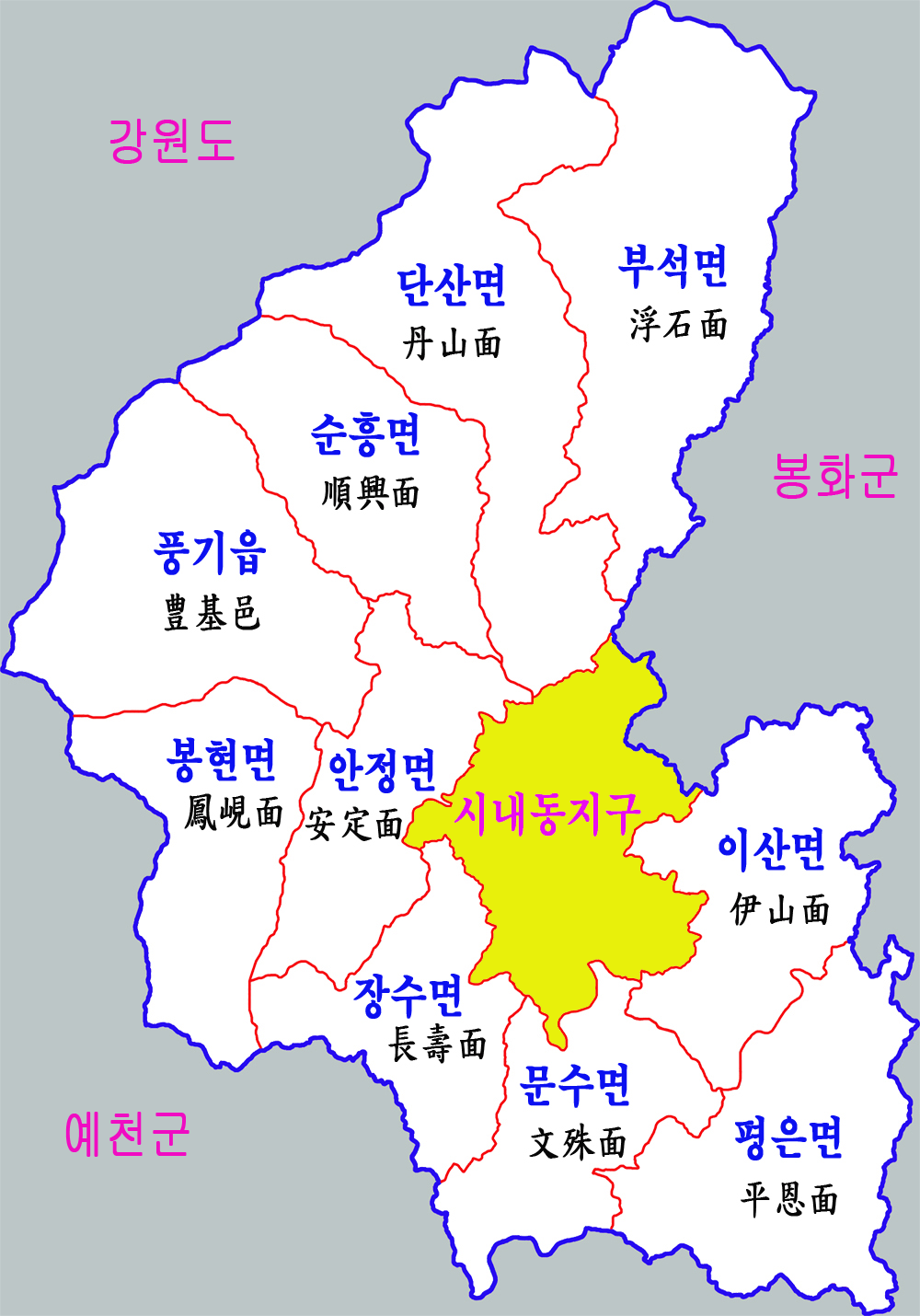
行政区域図

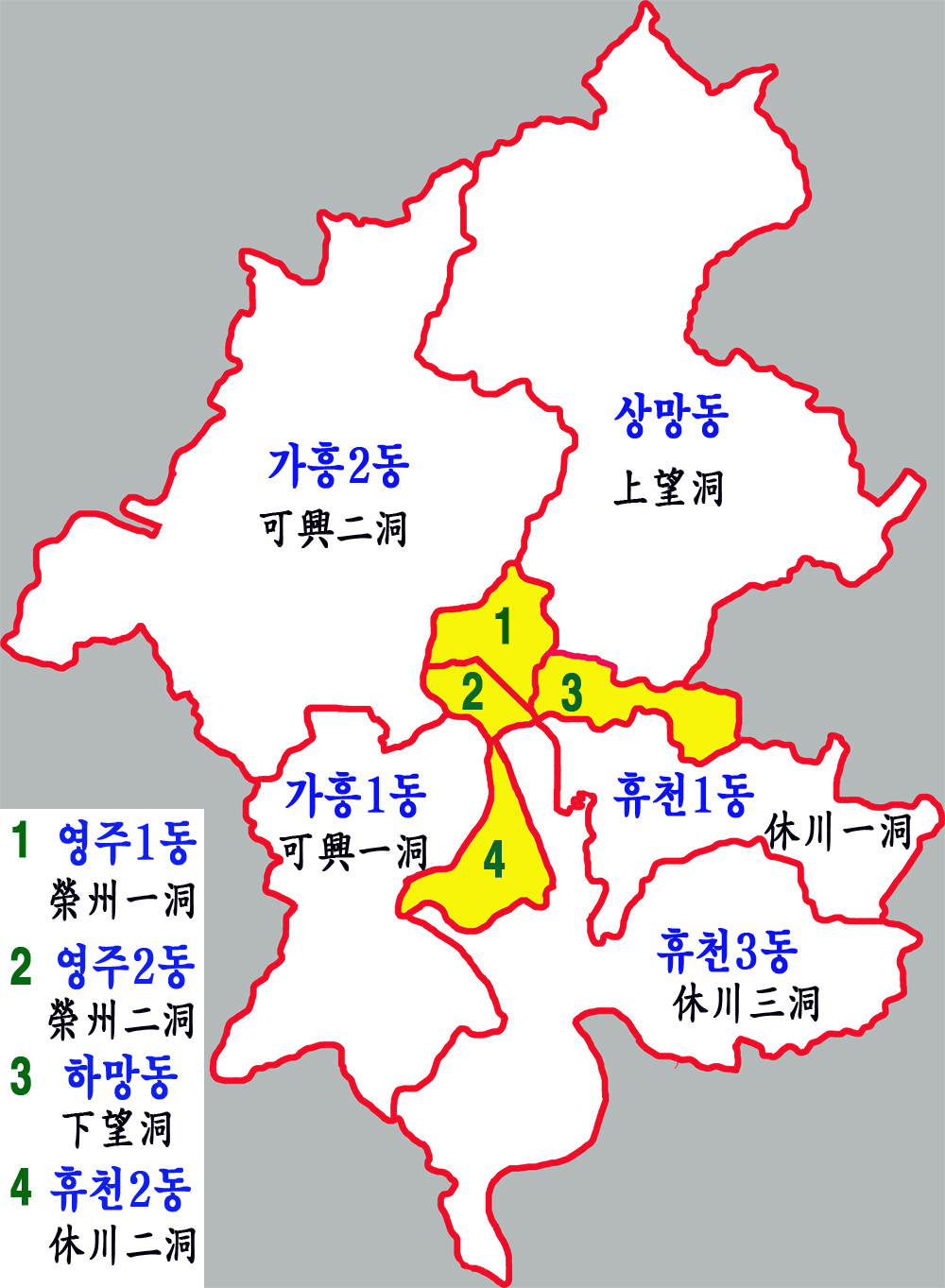
中心市街地の行政区域図

| 行政洞・邑・面 | 法定洞・法定里                                                                                               |
| -------------- | --- |
| 上望洞         | 上望洞、助臥洞、下望洞                                                                                       |
| 下望洞         | 下望洞 |
| 栄州1洞        | 栄州洞 |
| 栄州2洞        | 栄州洞 |
| 休川1洞        | 休川洞 |
| 休川2洞        | 休川洞 |
| 休川3洞        | 休川洞、槽岩洞、赤西洞                                                                                       |
| 可興1洞        | 可興洞、文亭洞                                                                                               |
| 可興2洞        | 可興洞、古峴洞、昌津洞、上茁洞、阿芝洞                                                                       |
| 豊基邑         | 校村里、金鶏里、東部里、味谷里、白里、白新里、山法里、三街里、西部里、城内里、水鉄里、郁錦里、前邱里、昌楽里 |
| 長寿面         | 葛山里、豆田里、盤邱里、星谷里、小龍里、芭芝里、好文里、花岐里                                               |
| 文殊面         | 権先里、大陽里、万芳里、水島里、縄文里、月呼里、赤東里、助梯里、炭山里                                       |
| 平恩面         | 江東里、金光里、梧云里、龍穴里、芝谷里、川本里、平恩里                                                       |
| 伊山面         | 内林里、斗月里、石浦里、新岩里、新川里、龍上里、雲文里、院里、池洞里                                         |
| 安定面         | 内茁里、丹村里、大坪里、東村里、墨里、鳳岩里、生峴里、新田里、安心里、汝勒里、梧渓里、甕岩里、龍山里、逸園里 |
| 鳳峴面         | 魯佐里、大村里、斗山里、梧峴里、柳田里、下村里、寒泉里                                                       |
| 丹山面         | 九邱里、丹谷里、東園里、馬落里、屏山里、沙川里、玉帯里、座石里                                               |
| 順興面         | 内竹里、徳峴里、裵店里、石橋里、邑内里、池洞里、青邱里、台荘里                                               |
| 浮石面         | 甘谷里、南大里、魯谷里、宝渓里、北枝里、上石里、韶川里、龍岩里、愚谷里、林谷里                               |

## 交通

### 鉄道
- 韓国鉄道公社（KORAIL）
  - 中央線：豊基駅 - 栄州駅
  - 慶北線：栄州駅
  - 嶺東線：栄州駅 - 北栄州信号場
  - 北栄州三角線：豊基駅 - 北栄州信号場

### 高速道路
- 中央高速道路

## 教育

### 大学
- 東洋大学校

## 名所
- 小白山国立公園
- 喜方寺
- 浮石寺
- 紹修書院

## 気候
- 最高気温極値37.2℃（2004年7月31日）
- 最低気温極値-23.8℃（1981年1月17日）

| 栄州市の気候                                                | 栄州市の気候  | 栄州市の気候 | 栄州市の気候 | 栄州市の気候 | 栄州市の気候  | 栄州市の気候 | 栄州市の気候   | 栄州市の気候   | 栄州市の気候  | 栄州市の気候 | 栄州市の気候 | 栄州市の気候 | 栄州市の気候  |
| 月                                                          | 1月           | 2月          | 3月          | 4月          | 5月           | 6月          | 7月            | 8月            | 9月           | 10月         | 11月         | 12月         | 年            |
| ----------------------------------------------------------- | ------------- | ------------ | ------------ | ------------ | ------------- | ------------ | -------------- | -------------- | ------------- | ------------ | ------------ | ------------ | ------------- |
| 最高気温記録 °C （°F）                                      | 13.6 (56.5)   | 21.6 (70.9)  | 25.2 (77.4)  | 32.0 (89.6)  | 35.2 (95.4)   | 35.5 (95.9)  | 37.5 (99.5)    | 38.0 (100.4)   | 33.8 (92.8)   | 30.0 (86)    | 24.5 (76.1)  | 16.0 (60.8)  | 38.0 (100.4)  |
| 平均最高気温 °C （°F）                                      | 2.7 (36.9)    | 5.8 (42.4)   | 11.5 (52.7)  | 18.6 (65.5)  | 23.9 (75)     | 27.4 (81.3)  | 28.9 (84)      | 29.6 (85.3)    | 25.5 (77.9)   | 20.0 (68)    | 12.2 (54)    | 4.8 (40.6)   | 17.6 (63.7)   |
| 日平均気温 °C （°F）                                        | −2.2 (28)     | 0.2 (32.4)   | 5.4 (41.7)   | 11.8 (53.2)  | 17.2 (63)     | 21.3 (70.3)  | 24.0 (75.2)    | 24.2 (75.6)    | 19.3 (66.7)   | 12.9 (55.2)  | 6.1 (43)     | −0.4 (31.3)  | 11.7 (53.1)   |
| 平均最低気温 °C （°F）                                      | −7.3 (18.9)   | −5.4 (22.3)  | −0.6 (30.9)  | 4.8 (40.6)   | 10.5 (50.9)   | 15.8 (60.4)  | 20.1 (68.2)    | 20.2 (68.4)    | 14.2 (57.6)   | 6.7 (44.1)   | 0.4 (32.7)   | −5.4 (22.3)  | 6.2 (43.2)    |
| 最低気温記録 °C （°F）                                      | −23.8 (−10.8) | −20.7 (−5.3) | −12.0 (10.4) | −5.8 (21.6)  | 1.2 (34.2)    | 5.1 (41.2)   | 10.8 (51.4)    | 9.6 (49.3)     | 2.0 (35.6)    | −6.9 (19.6)  | −11.5 (11.3) | −20.0 (−4)   | −23.8 (−10.8) |
| 降水量 mm （inch）                                          | 18.4 (0.724)  | 30.2 (1.189) | 53.3 (2.098) | 94.8 (3.732) | 118.5 (4.665) | 158.5 (6.24) | 298.8 (11.764) | 283.7 (11.169) | 154.1 (6.067) | 58.2 (2.291) | 42.2 (1.661) | 23.3 (0.917) | 1,334 (52.52) |
| 平均降水日数 （≥0.1 mm）                                    | 5.0           | 5.1          | 7.8          | 8.5          | 8.4           | 9.6          | 15.8           | 15.0           | 9.9           | 5.7          | 7.1          | 5.5          | 103.4         |
| % 湿度                                                      | 59.2          | 56.2         | 55.5         | 53.8         | 59.7          | 67.6         | 77.2           | 77.2           | 75.0          | 69.6         | 65.4         | 61.9         | 64.9          |
| 平均月間日照時間                                            | 185.2         | 187.4        | 211.5        | 222.5        | 247.0         | 205.6        | 147.7          | 163.0          | 169.8         | 197.5        | 167.7        | 175.0        | 2,279.9       |
| 出典：韓国気象庁 (平均値：1991年-2020年、極値：1972年-現在) |               |              |              |              |               |              |                |                |               |              |              |              |               |

## 外部サイト
- 栄州市公式サイト（韓国語）
- 栄州市公式サイト（日本語）